# Echinocereus knippelianus
Echinocereus knippelianus ist eine Pflanzenart in der Gattung Echinocereus aus der Familie der Kakteengewächse (Cactaceae). Das Artepitheton knippelianus ehrt den in Halberstadt ansässigen deutschen Kakteenzüchter Carl Knippel.

## Beschreibung
Echinocereus knippelianus wächst einzeln oder sprossend und bildet häufig Gruppen mit bis zu 50 Trieben, die selten über die Bodenoberfläche hinaus verlängert sind.
Die fast kugelförmigen bis kugelförmigen, grünen bis ziemlich schwärzlich grünen, weichfleischigen Triebe erreichen Durchmesser von 3 bis 8 Zentimeter. Es sind fünf bis sieben niedrige und breite Rippen vorhanden. Die bis zu vier geraden oder verdrehten, hellgelben Dornen, die auch fehlen können, sind in ihrer Größe sehr variabel. Sie weisen eine Länge von 1,5 bis 6 Zentimeter auf.
Die kurz trichterförmigen Blüten sind rosafarben bis etwas purpurfarben bis weiß und erscheinen in der Nähe der Triebspitzen oder den Seiten der Triebe. Sie sind 2,5 bis 4 Zentimeter lang und erreichen einen Durchmesser von 4 bis 6,5 Zentimeter. Die kugelförmigen, purpurfarbenen, senkrecht aufreißenden  Früchte sind mit ein oder mehreren Dornen und etwas Wolle besetzt.

## Systematik, Verbreitung und Gefährdung
Echinocereus knippelianus ist in den mexikanischen Bundesstaaten Coahuila und Nuevo León an offenen, grasigen Stellen oberhalb von 2200 Metern verbreitet.
Die Erstbeschreibung erfolgte 1895 durch C. Liebner. Ein nomenklatorisches Synonym ist Cereus knippelianus (Liebner) Orcutt (1902).
Echinocereus knippelianus wird in der Roten Liste gefährdeter Arten der IUCN als „Least Concern (LC)“, d. h. nicht gefährdet, eingestuft.

## Nachweise